# エズラ記
『エズラ記』（エズラき、ヘブライ語: עזרא ezrā エズラー、英: Book of Ezra）はヘブライ聖書中の一書で古代ユダの歴史を記す。
ユダヤ教聖書配列では「諸書」の1つとして扱われ、キリスト教では歴史書として『歴代誌』のあとにおかれる。
批評学者によって『歴代誌』と『エズラ記』『ネヘミヤ記』は「歴代誌史家」とよばれる同じ著者グループの作品であると考えられている。しかしその文体などから、『エズラ記』は独立した著者によるものと考える研究者もいる。
題名は、捕囚からの解放後、エルサレムに派遣された律法の書記官（ヘブル語：ソーフェール）で、律法によってユダヤ民族をまとめなおそうとした人物エズラに由来している。

## 言語
エズラ記はヘブライ語で書かれているが、4章8節から6章18節まで、および7章の12節から26節まではアラム語で書かれている。これはペルシア王との間の書簡の引用を含んでいるためである（アラム語はアケメネス朝の公用語だった）。

## 内容
- 捕囚後の帰還 1:1-6:22
  - ペルシャ王キュロスの布告 （1章）
  - 捕囚民の帰還 （2章）
  - 礼拝の開始とエルサレム神殿の再建（3:1-5:6）
  - ダレイオス王とのやりとり（5:7-6:12）
  - 神殿の完成（6:13-6:22）
- エズラの事跡 7:1-10:44
  - エズラの帰還（7章）
  - バビロンからの帰還とエルサレムへの旅（8章）
  - 異民族との結婚とその解消（9章-10章）

## その他のエズラ記

### ヘブライ語聖書のエズラ記
ヘブライ語聖書の『エズラ記』は、（いわゆるキリスト教が普通に使用しているところの）『エズラ記』と『ネヘミヤ記』を一冊にしたものである。

### ギリシャ語聖書のエズラ記
七十人訳聖書などの一般的なギリシャ語聖書には以下の2つの『エズラ記』が収められている。
エスドラスα（第1エズラ書）
正典の『歴代誌』から『エズラ記』にかけての内容を独自資料を加えて記したもの。
エスドラスβ（第2エズラ書）
正典の『エズラ記』と『ネヘミヤ記』を合わせたものである。

### ラテン語聖書のエズラ記
ウルガタなどの一般的なラテン語聖書には以下の4つの『エズラ記』が収められている。
エズラ記1（第一エズラ記）
内容は正典の『エズラ記』そのものである。
エズラ記2（第二エズラ記）
内容は正典の『ネヘミヤ記』そのものである。
エズラ記3（第三エズラ記）
内容はギリシャ語聖書のエスドラスαと同じである。
エズラ記4（第四エズラ記）
ラテン語聖書独自の『エズラ記』である。全体で十六章からなるが、もともとは第三章から第一四章までの部分があって後に第一章と第二章（第五エズラ記と呼ばれる）と第一五章と第一六章（第六エズラ記と呼ばれる）が付け加わったと考えられている。この付加部分はキリスト教徒によるものであると考えられている。

### 旧約聖書続編のエズラ記
旧約聖書続編には以下の2つの『エズラ記』が収められている。
エズラ記（ギリシャ語）
内容はギリシャ語聖書のエスドラスαを翻訳したものである。
エズラ記（ラテン語）
内容はラテン語聖書の第四エズラ記（全十六章）を翻訳したものである。